# Олігомеризація органів

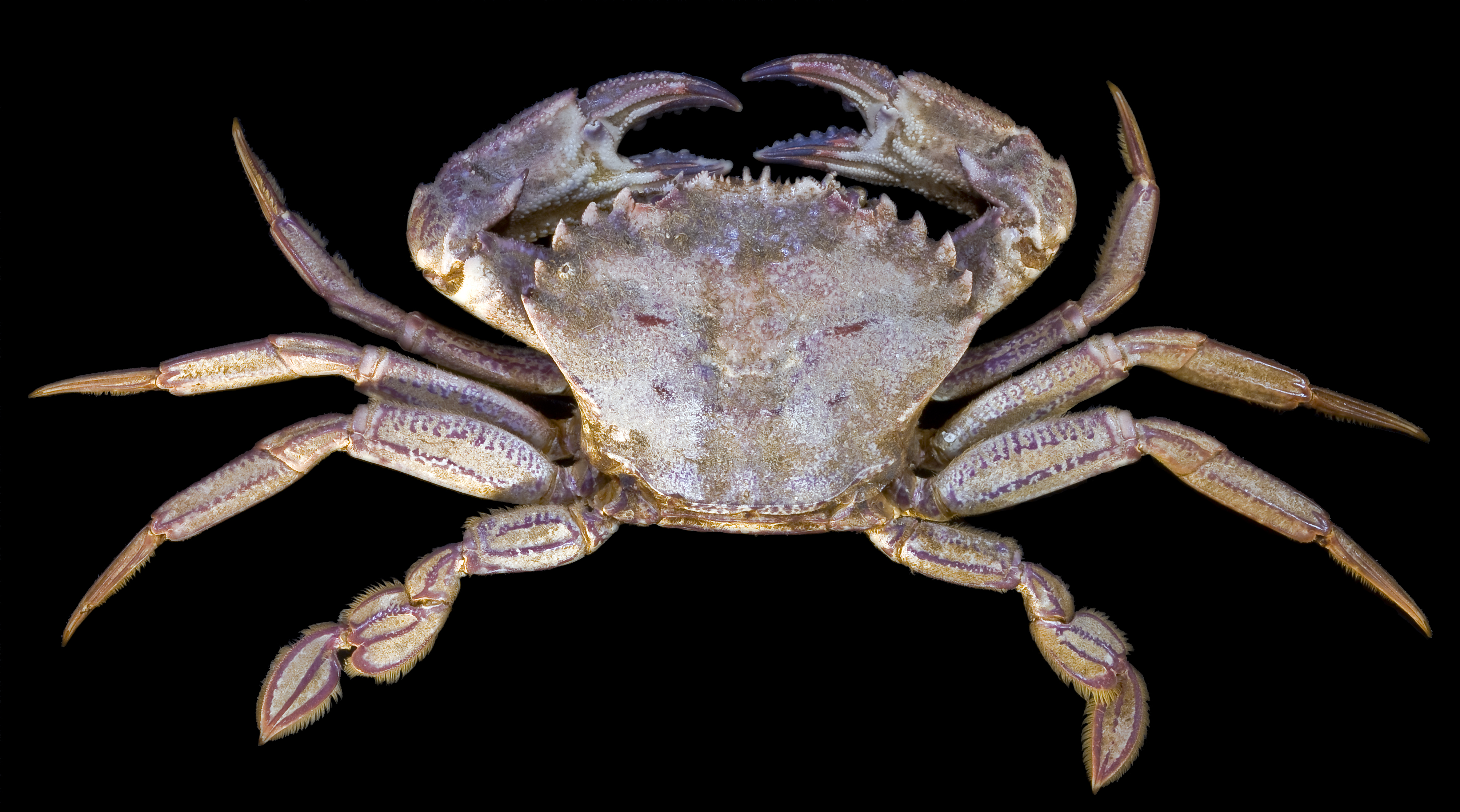
Краби (вищі ракоподібні, членистоногі) еволюціонували шляхом олігомеризації органів.

Олігомериза́ція о́рганів (від грец. ολιγος — малий, незначний та μέρος — частина) (органоїдів у найпростіших) — зменшення у процесі філогенезу числа гомологічних утворень в організмі, пов'язяне з інтенсифікацією функцій відповідних систем.
Принцип олігомеризації був сформульований у 1936 р. радянським зоологом В. А. Догелем.
Олігомеризація супроводжується упорядкуванням розташування органів та підвищенням рівня інтеграції. Олігомеризація протиставляється полімеризації органів. Остання часто передує олігомеризації в онтогенезі, формуючи системи, які складаються з великої кількості рівнозначних елементів, які надалі піддаються олігомеризації.
Олігомеризація може здійснюватися шляхом втрати певного числа гомологічних елементів полімерної системи, їхнього злиття, або заміни функцій частиною елементів. Наприклад, у ході еволюції членистоногих ряд сегментів тіла у деяких з них (комахи, вищі ракоподібні та павукоподібні) втрачаються, а ряд зливаються один з одним. Відокремлені мономери, що залишилися, диференціюються: частина кінцівок перетворюється у статеві кришечки, стінки легеневих мішків тощо.